# Tul·liola
Túl·lia (llatí: Tullia), també coneguda amb l'hipocorístic Tul·liola (llatí: Tulliola) va ser la filla de Marc Tul·li Ciceró i de Terència. Es va casar tres vegades i va tenir tres fills amb el tercer marit. La relació amb el seu pare va ser afectuosa per les dues parts, ella es va preocupar que perdonessin el seu pare quan aquest va caure en desgràcia davant l'emperador i ell va plorar desconsoladament la seva mort, ja que va morir abans la filla que el pare.

## Dades biogràfiques
Les fonts documentals sobre la vida de Túl·lia procedeixen dels escrits de Plutarc i de la correspondència que Ciceró va mantenir amb altres persones, principalment amb la mare de Túl·lia i amb el seu amic Tit Pomponi Àtic.
Va néixer vers el 79 aC o 76 aC en un 5 d'agost. Va ser promesa cap a l'any 67 aC a Gai Calpurni Pisó Frugi, qui tenia uns vint anys més que ella. Tots dos es van casar el 63 aC durant el consolat del seu pare.
Durant l'exili de Ciceró (58 aC) la seva filla va mostrar molt d'interès per la seva sort i ella mateixa i el seu marit van implorar pietat al cònsol. Pisó Frugi va morir l'estiu del 57 aC, abans de la tornada de Ciceró (4 de setembre) i Túl·lia es va casar l'any següent amb Furi Cràssipes, un jove d'alt rang i molt ric, però el matrimoni no devia ser feliç i es van divorciar al cap d'un cert temps per raons no conegudes.
La data del divorci no es coneix, però va haver de ser el 51 aC o abans, ja que l'any 50 aC ja estava casada en les seves terceres noces amb Publi Corneli Dolabel·la, un home de costums dissolutes, conegudes per Ciceró qui l'havia defensat al tribunal de justícia quan va ser acusat de diversos crims. Sembla que el seu pare havia preferit que es casés amb Servi Sulpici Ruf, amb qui va estar planejant el matrimoni mentre era procònsol a Cilícia, un home políticament moderat que hauria estat propici als interessos del pare. Finalment van pesar més els aspectes a favor del segon candidat: el seu naixement patrici, les seves connexions personals i que era atractiu físicament per la seva filla. Dolabel·la s'havia divorciat prèviament de la seva primera muller Fàbia i la boda es va fer probablement el 51 aC. Van tenir dos fills, tot i que el primer, nascut el 17 de maig del 49 aC, va morir durant el primer any de vida. Aquest home va dilapidar la dot aportada per Tul·liola al matrimoni i se'n va divorciar l'octubre o el novembre del 46 aC.El segon fill va arribar al món el gener del 45 aC, mentre estava a casa del seu pare a Túsculum.

## Segona guerra civil romana
En esclatar la guerra civil l'any 49 aC, Dolabel·la i Ciceró van estar en camps oposats, un per Juli Cèsar i l'altre per Gneu Pompeu. Túl·lia estava embarassada en començar la guerra i a final d'any va donar a llum a un set mesí, el qual va morir poc després.
Quan Dolabel·la va tornar a Roma després de la batalla de Farsàlia, no va estar al costat de la seva dona sinó que va tenir nombrosos afers amb dames romanes. Els seus deutes es van incrementar fins a un punt no sostenible, finalment va optar per ser adoptat per una família plebea i així obtenir el càrrec de tribú de la plebs (finals del 48 aC).
Va iniciar els seus plans per ser cònsol, però se li va oposar Marc Antoni i Dolabel·la va ser derrotat. Túl·lia llavors es va anar a reunir amb el seu pare a Brundusium (juny del 47 aC) però Ciceró la va reenviar amb la seva mare, i no va facilitar el més apropiat que era el divorci (per tal d'evitar que sortissin a la llum detalls de l'escandalosa conducta de Dolabel·la), ja que temia represàlies de Juli Cèsar i no volia perdre l'amistat amb el seu gendre. Però sense intervenció d'aquest, Juli Cèsar va perdonar a Ciceró i el va incloure entre els seus amics (setembre del 47 aC).
Ciceró va tornar a Roma i Cèsar va perdonar a Dolabel·la. Després el va enviar a Àfrica a lluitar contra els pompeians. Va tornar a Itàlia l'estiu del 46 aC i es va reunir amb Túl·lia. Van tornar a viure junts un temps, però a finals d'any es va produir el divorci per consens.

## Mort
Dolabel·la va anar a Hispània a finals del 46 aC enviat per Cèsar. A començament del 45 aC Túl·lia va donar a llum un fill i quan es va recuperar va acompanyar al seu pare a Tusculum, on va morir el febrer, sembla que a conseqüència de complicacions postpart.
Ciceró s'havia divorciat feia poc de Terència i casat amb la jove Publília. Sembla que en el divorci entre Ciceró i Terència va tenir a veure la gelosia que sentia la dona de Ciceró per l'afecte que ell sentia per Tul·liola. La mort de la filla el va colpir profundament i va fer construir un monument funerari en el qual hi havia una llàntia encesa perpètuament. Segons la llegenda, aquesta llàntia va estar encesa sense interrupció durant 15 segles.Alguns autors pensen que el monument no es va arribar a construir, ja que després de buscar un lloc adequat amb el seu amic Àtic, la qüestió no es torna a esmentar a partir de l'estiu de l'any 45 aC.
Ciceró també es va fer càrrec del fill de Túl·lia (aquest fill l'anomena Ciceró com a Lèntul) que segurament va morir al cap de pocs anys.
Reflexionant sobre la mort de Tul·liola, Ciceró va escriure un tractat filosòfic titulat Consolatio, el qual no s'ha conservat.